# تارسم جاسار
تارسم سینگ جاسار (به انگلیسی: Tarsem Singh Jassar) (زاده  ۴ ژوئیهٔ ۱۹۸۶) خواننده، ترانه‌سرا و بازیگر هندی است.
از کارهای معروف او می‌توان به بازی در فیلم افسر اشاره کرد.